# Ballymena (district)
Ballymena is een voormalig district in Noord-Ierland. Het is sinds 2015 deel van het district Mid and East Antrim. 
Ballymena telde in 2007 62.100 inwoners. De oppervlakte bedraagt 632 km², de bevolkingsdichtheid is 98,3 inwoners per km².
Van de bevolking is 76,3% protestant en 21,0% katholiek.
Antrim · Ards · Armagh · Ballymena · Ballymoney · Banbridge · Belfast · Carrickfergus · Castlereagh · Coleraine · Cookstown · Craigavon · Derry (Londonderry) · Down · Dungannon en South Tyrone · Fermanagh · Larne · Limavady · Lisburn · Magherafelt · Moyle · Newry and Mourne · Newtownabbey · North Down · Omagh · Strabane